# Elof Wedin
Elof Wedin, född 28 juni 1901 i Sörle, Nordingrå socken, Ångermanland, död 1 februari 1983, var en svensk-amerikansk målare.
Han var son till torparen Jonas Wedin och Karolina Nordlander samt bror till Peter Wedin. Han utvandrade 1919 till Amerika där han studerade konst vid Minneapolis School of Art och vid Art Institute of Chicago. Han medverkade i en rad samlingsutställningar i Washington, San Francisco, Austin, St. Louis, Minneapolis samt flera av de svensk-amerikanska utställningarna i Chicago. Separat ställde han bland annat på Walker Art Center i Minneapolis, Svensk-amerikanska institutet, Kilbridge Gallery, Bethel College och på Wiona Public Library. Bland hans offentliga arbeten märks ett antal väggfresker i Litchfield i Minnesota och Mobridge i South Dakota. Hans konst består av porträtt, stilleben och landskapsmotiv. Wedin är representerad vid Minneapolis Institute of Art, The American Swedish Institute i Minneapolis och University of Minnesota.